# مجلة نينتندو الرسمية
مجلة نينتدنو الرسمية أو (ONM)، مجلة ألعاب فيديو بريطانية استمرت الفترة بين 2006-2014 حيث غطت نينتندو دي أس ونينتندو 3دي أس والوي والوي يو وألعاب الفيديو الصادرة عن نينتندو. تم أعادة تسميتها لفترة وجيزة «مجلة نينتندو الرسمية في المملكة المتحدة»، وتم نشره بواسطة EMAP لمدة اثني عشر عامًا، قبل بيع الحقوق للناشر فيوتشر بي إل سي.
صدر العدد الأول من فيوتشر بي إل سي في 16 فبراير 2006، ثم استمرت المجلة لمدة 8 سنوات و 8 أشهر، واختتمت بإصدارها رقم 114، الذي صدر في 14 أكتوبر 2014. وكانت النسخة الأسترالية التي تحمل عنوانًا مشابهًا بمثابة متابعة لنظام مجلة نينتندو، ولا ينبغي الخلط بينها وبين منشور المملكة المتحدة.
في 15 ديسمبر 2008، تم نشر العدد الأول من مجلة نينتندو الرسمية لأستراليا ونيوزيلندا، وهي مجلة شهرية لألعاب الفيديو تعتمد على مجلة نينتندو الرسمية، من قبل شركة Future plc. كانت هذه هي مجلة نينتندو الثانية المعتمدة رسميًا والتي تم إصدارها في أستراليا ونيوزيلندا، خلفًا لمجلة نينتندو الأسترالية، والتي توقفت عن النشر في عام 2000.
في مارس 2011، خضعت مجلة المملكة المتحدة لتغيير في أسلوب وتصميم محتويات المجلة، مع إضافة ميزات جديدة. ظهر العدد الأول الذي تم إصداره بهذا الشكل بغطاء «3دي بدون نظارات» لإطلاق نينتندو 3دي أس.
تم تقديم إصدار جديد في نوفمبر 2012، مع إصدار وي يو.

## الإنهاء
في 7 أكتوبر 2014، أكدت فيوتشر أن المجلة ستنتهي بإصدار عددها 114،  الذي صدر في 14 أكتوبر 2014. علاوة على ذلك، تم التأكيد على إغلاق الموقع (بما في ذلك المنتديات) في 11 نوفمبر 2014. في 15 أكتوبر 2014، أنشأ الوسطاء السابقون لمنتديات ONM موقعًا بديلاً للإغلاق الوشيك للمنتديات. كان أحد هذه المجتمعات هو سوبرONM، الذي تم دمجه الآن مع مجتمع المستقبل السابق GRcade، المعروف سابقًا باسم غيمز رادار. ستركز نينتندو الآن على نينتندو مباشر ولايف تريهاوس وطرق أخرى للتواصل مع معجبيها.

## نظام التسجيل
استخدمت مجلة نينتندو الرسمية نظام تسجيل النسبة المئوية، النظام النهائي المستخدم هو:
- 0–29٪ = سامة
- 30-49٪ = مضطربة
- 50-69٪ = معيبة
- 70–79٪ = برونزية
- 80-89٪ = فضية
- 90–100٪ = ذهبية

كانت أعلى الألعاب تقييمًا على الإطلاق هي ذا ليجند أوف زيلدا: أوكرينا أوف تايم 3دي مرتبطة بـ ذا ليجند أوف زيلدا: سكايورد سورد ، اللتان امتلكتا تصنيف 98٪ في إصدار يوليو 2011 وإصدار يونيو 2010 على التوالي. حصل كل من سوبر ماريو غالاكسي وسوبر ماريو غالاكسي 2 وذا ليجند أوف زيلدا: توايلايت برينسس على تقييمات 97٪.[بحاجة لمصدر] وكانت الألعاب الأدنى تصنيفا في DSiWare ألعاب ديسكولايت وفلاشلايت، والتي قدمت العشرات من 2٪ و 3٪ على التوالي.

## المنتديات
تم إنشاء منتديات ONM البريطانية في عام 2006. في عام 2011، تم تحديثها مع المجلة لجعل موقع الويب أنظف وأسهل في الاستخدام، لكن تم إغلاق المنتديات في 11 نوفمبر 2014، وأنشأ فريق للإشراف على منتدى مستبدل، يسمى سوبر أونلاين نينتندو لوحات الرسائل (S ONM ، أيضًا Super-ONM ولكن تم تغيير الاختصار لتفادي التعديات على أي علامة تجارية مسجلة للمجلة السابقة).

## روابط خارجية
- الموقع الرسمي للمملكة المتحدة
- سوبر ONM
- مجلات نينتندو الرسمية المؤرشفة على أرشيف الإنترنت
- مؤرشفة مجلات نظام مجلة نينتندو على أرشيف الإنترنت